# 三上义夫
三上义夫（日语：三上 義夫，1875年—1950年），日本数学史家。

## 生平
三上义夫于1875年2月16日出生于日本广岛县高田郡甲立村上甲立。早年入学东北町大学附中，阅读英文、德文数学书籍。1905年转而研究日本数学史和中国数学史。1911年入东京帝国大学哲学系。1913年用英文发表其成名作《中日数学的发展》。三上义夫从文化史的观点研究中国数学史，他对中国古代数学的深入研究工作，早于中国中算史家李俨数年。1926年著《中国算学之特色》，被翻译成中文，收入商务印书馆万有文库。三上义夫后来任教于东京科技学院。1949年获日本东北大学博士学位。1950年12月31日，三上义夫在故乡逝世，享年75岁。

## 《中日数学的发展》
《中日数学的发展》一书是三上义夫的代表作，于1913年以英文出版。全书47章，分为两部分；第一部中国数学史21章，内容包括《周髀算经》、《九章算术》、《海岛算经》、刘徽割圆术、《孙子算经》、《张邱建算经》、《五曹算经》、《夏侯阳算经》、杨辉、秦九韶 、《数书九章》、李冶、朱世杰、 《四元玉鉴》、 《数理精蕴》等。